# Union cycliste longjumelloise
L'Union cycliste longjumelloise (UC longjumelloise) est un club de cyclisme du sud de la région parisienne.

## Histoire
L'Union cycliste longjumelloise a été créée en 1954. Dans les années 1970, avec son directeur sportif Serge David, l'équipe est en 1re division amateur et recrute des coureurs de toute la France dont certain deviendront de bons professionnels. En 1975, le club créé le Tour cycliste de l'Essonne avec le journal La Marseillaise de l'Essonne. Depuis 2000, elle possède une école de cyclisme qui forme les enfants à partir de quatre ans.

## Coureurs emblématiques
- Georges Talbourdet
- Alain Meslet
- Christian Seznec
- Jean-Michel Richeux
- Éric Boyer
- Alain Gallopin
- Joël Gallopin
- Bernard Masson
- Hubert Arbès